# Маас, Вини
Вини Маас (нидерл. Winy Maas; 17 января 1958 года, Схейндел, Нидерланды) — нидерландский архитектор, ландшафтный дизайнер, профессор и урбанист. В 1993 году вместе с Якобом ван Рейсом и Натали де Фриз основал студию MVRDV. Первые работы, такие как телецентр Villa VPRO и жилой комплекс для престарелых WoZoCo в Нидерландах, принесли ему международное признание. Женат на Мирьям Вельдхёйзен ван Зантен, живёт в Роттердаме. Имеет трех сыновей.

## Образование и преподавательская деятельность
Вини Маас учился в технической школе Боскопа, где получил специальность «ландшафтного дизайнера». В 1990 году получил научную степень в Техническом университете Делфта. Некоторое время Маас работал профессором Йельского университета, затем приглашенным профессором архитектурного проектирования в МТИ и профессором в области архитектуры и городского дизайна на факультете архитектуры Технологического университета Делфта. 
11 января 2012 года Винни выступил в Европейском парламенте с докладом на тему «Как архитектура и урбанизм может усилить Европу?».

## MVRDV
В 1993 году вместе с Якобом ван Рейсом и Натали де Фриз основал студию MVRDV (акроним инициалов имен трех учредителей), которая работает в области конструкции и исследования в области архитектуры, урбанистики и ландшафтного дизайна. Первые работы, такие как телецентр Villa VPRO в Роттердаме и жилой комплекс для престарелых WoZoCo в Амстердаме, проект которого получил премию J. A. van Eck ассоциации нидерландских архитекторов, принесли студии международное признание и заказы по всему миру. MVRDV активно участвует в многочисленных проектах в разных частях мира. В частности, студия и лично Вини Маас работали над такими сооружениями, как нидерландский павильон для Экспо 2000 в Ганновери, Логроньо Эко-Сити в Испании, здание круговорота в Токио, Markthal в Роттердаме и многих других.

## Why Factory
Вини Маас также основал исследовательскую студию при Делфтском техническом университете, в которой занимаются исследованием фундаментальных вопросов. Обучение в ней длится 1 год (только магистерское образование), ежегодно проходят курс примерно 50—60 постоянных студентов. Кроме Мааса, в Why Factory работают ещё порядка десяти преподавателей.
95 % студентов не являются голландцами: примерно 30 % слушателей из Китая, ещё 20 — из Индии.

## Награды
В 2011 году Винни был награждён орденом Почетного легиона, самой престижной наградой Франции, за активное участие в разработке проекта развития Парижа.

## Галерея

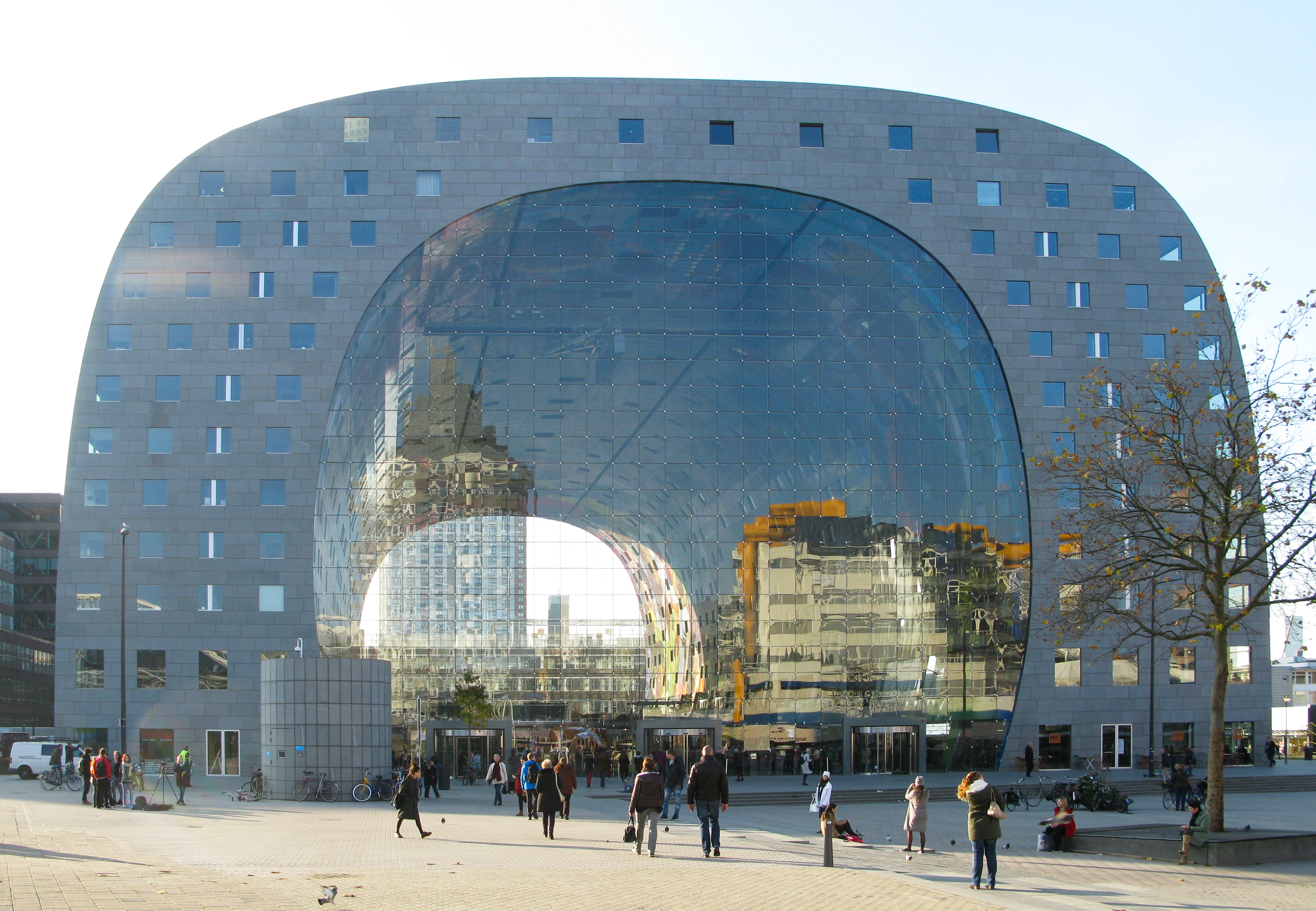
Markthal в Роттердаме
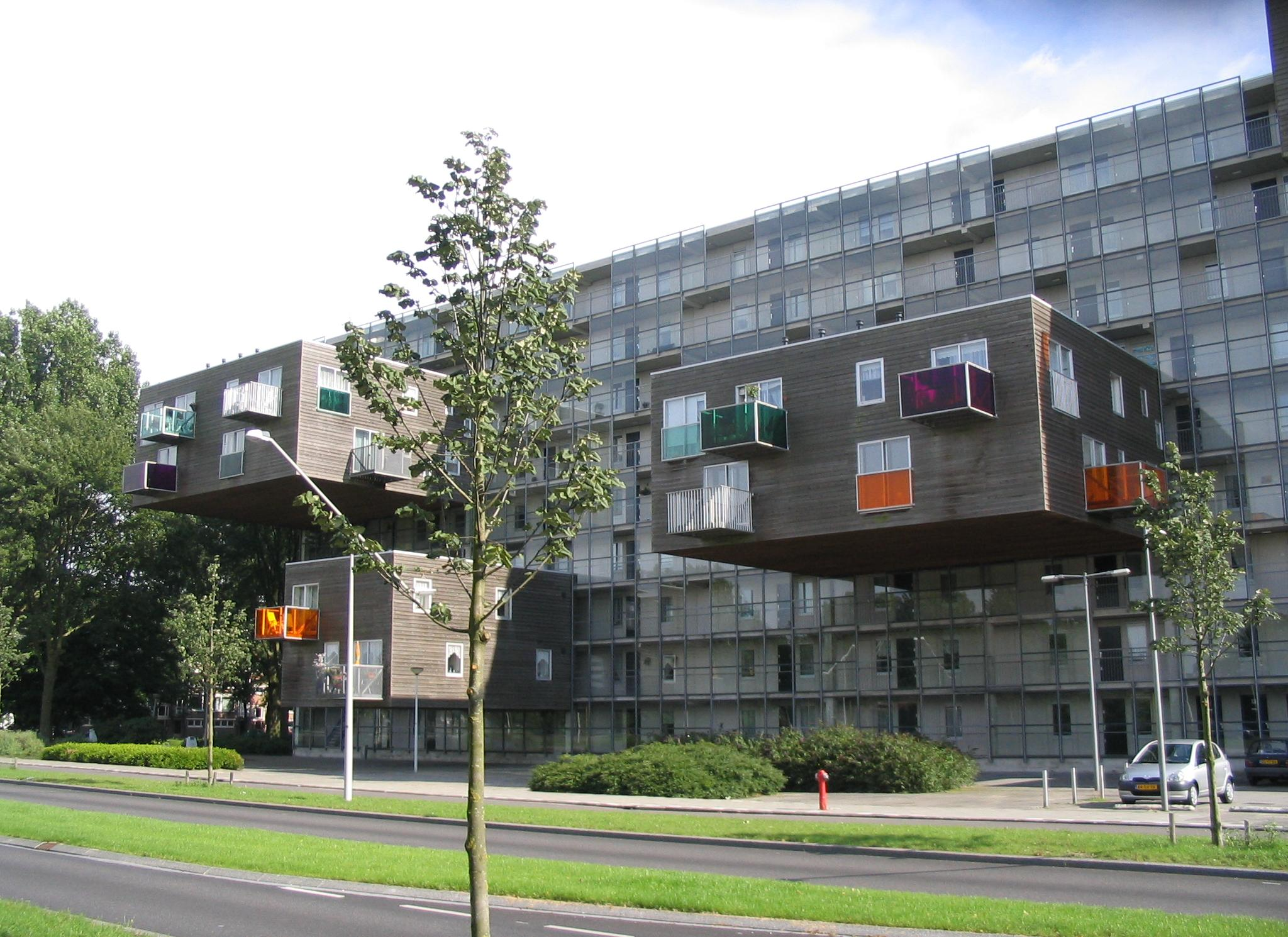
Жилой комплекс для престарелых WoZoCo, Амстердам
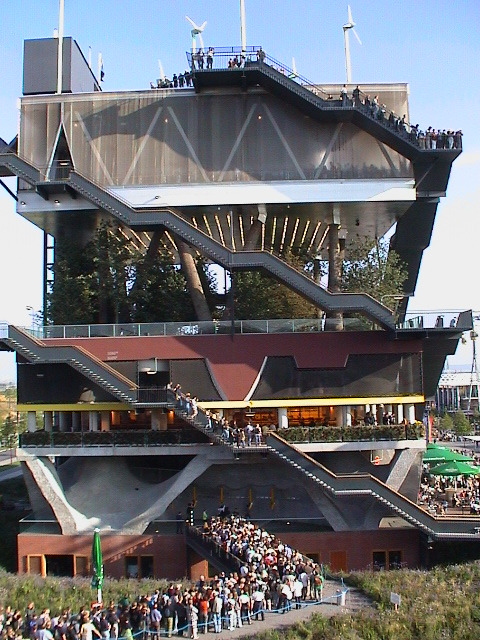
Павильон Нидерландов для Экспо 2000, Ганновер
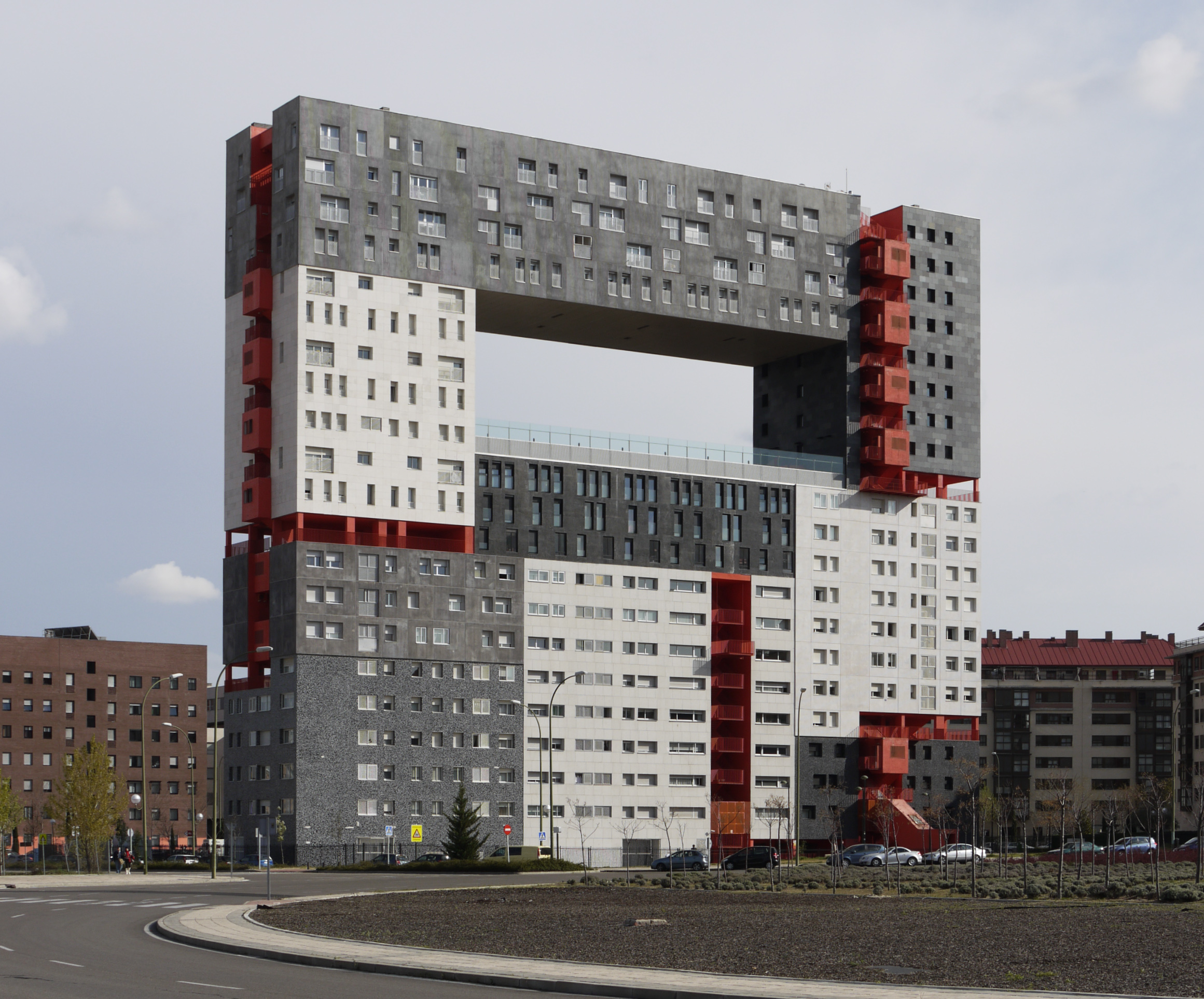
Edificio Mirador, Мадрид